# 宽昭蛇根草
宽昭蛇根草（学名：Ophiorrhiza howii）为茜草科蛇根草属的植物，是中国的特有植物。分布于中国大陆的云南等地，生长于海拔1,100米至1,500米的地区，多生长在林中，目前尚未由人工引种栽培。

## 别名
长花蛇根草（植物研究）

## 异名
- Ophiorrhiza longiflora How ex Lo non Bl.